# Fonograf

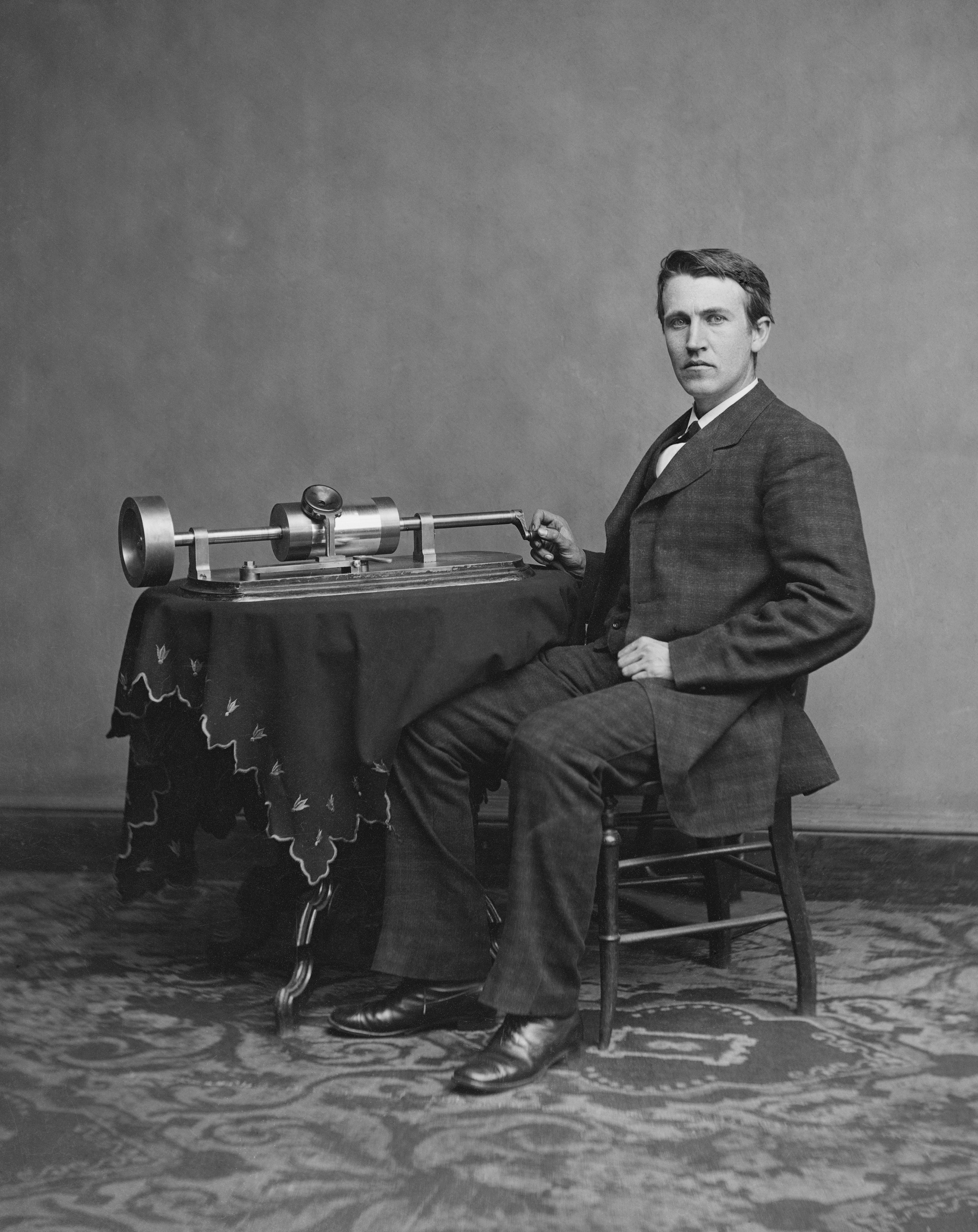
Edison cu primul său fonograf

Fonograful este numele primului aparat utilizat pentru înregistrarea și redarea analogică a sunetelor inventat în 1877 de Thomas Edison.
Ca mediu de înregistrare pentru acest dispozitiv se folosea un cilindru spiralat acoperit cu o foiță de cositor, imprimată în adâncime la viteza de 60 de rotații pe minut. Dezavantajul acestui mediu de stocare era faptul că după câteva ascultări, folia de cositor se rupea sau se tocea. În timp, fonografului i-au fost aduse numeroase îmbunătățiri, astfel că sunetele au fost înregistrate pe un cilindru de hârtie acoperită cu ceară.
Înregistrarea se face printr-o pâlnie amplificatoare, la capătul căreia se află o membrană elastică, de care este legat solidar un ac al cărui vârf se sprijină pe cilindrul de ceară. Cilindrul este rotit cu viteză constantă de un mecanism acționat de un arc de oțel. Prin vibrația membranei, acul se deplasează perpendicular pe cilindrul din ceară, în care sapă un șanț elicoidal cu adâncimi diferite în funcție de intensitatea sunetului. Redarea se realizează prin deplasarea acului prin șanțul gravat pe cilindru. Membrana oscilează urmărind diferitele adâncimi ale șanțului și produce vibrații ale aerului, similare celor care au produs înregistrarea.

## În România
În România, George Breazul, Constantin Brăiloiu și Emil Petrovici au utilizat fonograful pentru culegeri de folclor sau pentru cercetări lingvistice.
În 1910, Béla Bartók a cules și înregistrat cu ajutorul fonografului 260 de melodii populare românești din Transilvania.
Între 1912 și 1916, folcloristul Dumitru Georgescu-Kiriac a cules cu ajutorul fonografului 108 melodii populare românești.
Începând cu anul 1928, Ovid Densusianu și asistentul său au colindat prin diverse ținuturi locuite de români, pe cheltuială proprie, și, cu ajutorul fonografului din dotarea laboratorului de fonetică experimentală, au înregistrat diversele graiuri mai interesante ale românilor.
În 1931 Pál Péter Domokos a utilizat fonograful în timpul unei a doua călătorii a acestuia între ceangăii din Moldova în scopul culegerii de cântece, melodii și balade populare maghiare. Până atunci regiunea Moldovei nu fusese cercetată în acest sens iar Domokos a mai putut adăuga în urma cercetării un al cincilea dialect muzical maghiar pe lângă cele 4 existente. Transcrierea cilindrilor fonografici a fost realizată de Béla Bartók.

## Generalizare
Denumirea de fonograf este folosită în prezent și ca denumire generică pentru aparatele folosite pentru imprimarea și reproducerea sunetelor cu ajutorul unui disc din material plastic cum ar fi patefon, gramofon sau picup.